# 庐江郡
庐江郡，中国古代的郡。

## 建置沿革

### 兩漢
在元狩二年（前121年）七月，設在長江南岸的廬江郡廢郡，東部劃屬丹陽郡，西部劃屬豫章郡，爾後在江北的衡山郡東部与九江郡南部地区，重設庐江郡。郡治設在舒县，共轄12個县，除英山及黄梅县外，其餘十县皆在現今安徽境内，分別是舒县（庐江县陈埠乡城池村城池埂）、龙舒县（舒城县龙河口）、皖县（潜山市梅城镇）、湖陵邑（太湖县东）、松滋县（宿松县凉亭镇柳溪村）、潜县（霍山县衡山镇上元街）、襄安县（無為市襄安镇）、临湖县（無為市蜀山镇临壁村）、枞阳县（枞阳县枞阳镇南）、居巢县（巢湖市区东北，一说桐城市南）。  
王莽篡漢後除改舒县为昆乡、襄安县為庐江亭、松滋为诵善，直至東漢建立復名。東漢时，廬江郡屬揚州，郡治仍在舒县，章和二年原西漢已是轄地的舒县、皖县、居巢侯国、临湖侯国、龙舒侯国、襄安县、潜县仍在保留，並把六安侯国（六安市区北西汉故址）、安风侯国（霍邱县邵岗乡许集村）、阳泉侯国（霍邱县临水镇）併入廬江郡。建安四年（199年），庐江郡治迁皖城（潜山县梅城镇），改六县为六安县。建安十九年（214年）庐江郡一分为二，由魏、吳分治。

### 三國
三國魏黃初三年（222年）封宗室曹徽為廬江王，改廬江郡為廬江國，四年（223年）廢國為郡。曹魏廬江郡治六安縣（今安徽省六安市北），領六安、灊、陽泉、雩婁、蓼、安豐、安風7縣。黃初年間（220-226）分陽泉、雩婁、蓼、安豐、安風5縣置安豐郡。正元二年（255年）安豐郡安風、陽泉、雩婁、蓼、安豐、松滋6縣來隸。曹魏末領六安、灊、安風、陽泉、雩婁、蓼、安豐、松滋8縣。
孫吳廬江郡治皖縣（今安徽省潛山縣），領皖、尋陽2縣。黃初二年（221年）尋陽縣移屬武昌郡。吳末領皖縣。

### 兩晉
泰始年間（265-274）安風、雩婁、蓼、安豐、松滋5縣移屬安豐郡。晉平吳後，領原孫吳廬江郡皖縣，並增置舒、龍舒、居巢、臨湖、襄安5縣。太康二年（281年）武昌郡尋陽縣來隸。永興元年（304年）尋陽縣移屬尋陽郡。永興元年（304年）至光熙元年（306年）為成都王司馬穎之子司馬普封國，稱廬江國。西晉末領六安、灊、陽泉、皖、舒、居巢、臨湖、襄安、龍舒9縣。
東晉時，六安、陽泉、皖、居巢、臨湖、襄安、龍舒等縣均已廢棄，僅存舒、灊2縣。義熙八年（412年）實行土斷，改屬豫州。

### 南北朝
南朝廬江郡屬南豫州（梁時改稱合州），梁末陷於北齊，太建五年（573年）為陳將黄法𣰋收復。太建十一年被北周攻佔。隋朝開皇三年（583年）廢郡存州，省廬江郡入廬州。

## 隋朝以後
隋朝大業三年（607年）四月，改廬州為廬江郡。唐朝武德三年（620年），改廬江郡為廬州。天寶元年（742年），復名廬江郡。下辖合肥县、慎县、庐江县、巢县、舒城县（今安徽省舒城县）。至德二年（758年）十二月，復名廬州。
唐朝庐江郡太守
- 李祗（天宝年间）
- 李昊（754年—755年）
- 元瓘（756年—758年）

## 徵引文獻
1. ↑  谭其骧. .
2. ↑  《三國志》卷19〈武文世王公傳〉：「東平靈王徽……〔黃初〕三年，為廬江王。四年，徙封壽張王。」
3. ↑  《宋書》卷69〈州郡志二〉：「安豐太守，魏文帝分廬江立。」

- 《中国行政区划通史·唐代卷》
- 《唐刺史考全编》